# Rhizophydium uniguttulum
Rhizophydium uniguttulum är en svampart som beskrevs av Canter 1954. Rhizophydium uniguttulum ingår i släktet Rhizophydium och familjen Rhizophydiaceae.   Inga underarter finns listade i Catalogue of Life.